# Castillo de Conwy
El castillo de Conwy (en galés: Castell Conwy) es una fortificación de la época medieval situada en Conwy, en la costa norte de Gales, Reino Unido.
Fue construido por Eduardo I durante la conquista de Gales, entre 1283 y 1289. Como muchos otros castillos de la zona, fue diseñado por James de St. George. El castillo está dividido en dos patios, uno exterior y otro interior rodeados por cuatro torres cada uno. Se estima que se gastaron 15 000 libras esterlinas en construir el castillo y las defensas de la ciudad, la mayor suma gastada por Eduardo en ninguno de sus castillos entre 1277 y 1304.

## Características

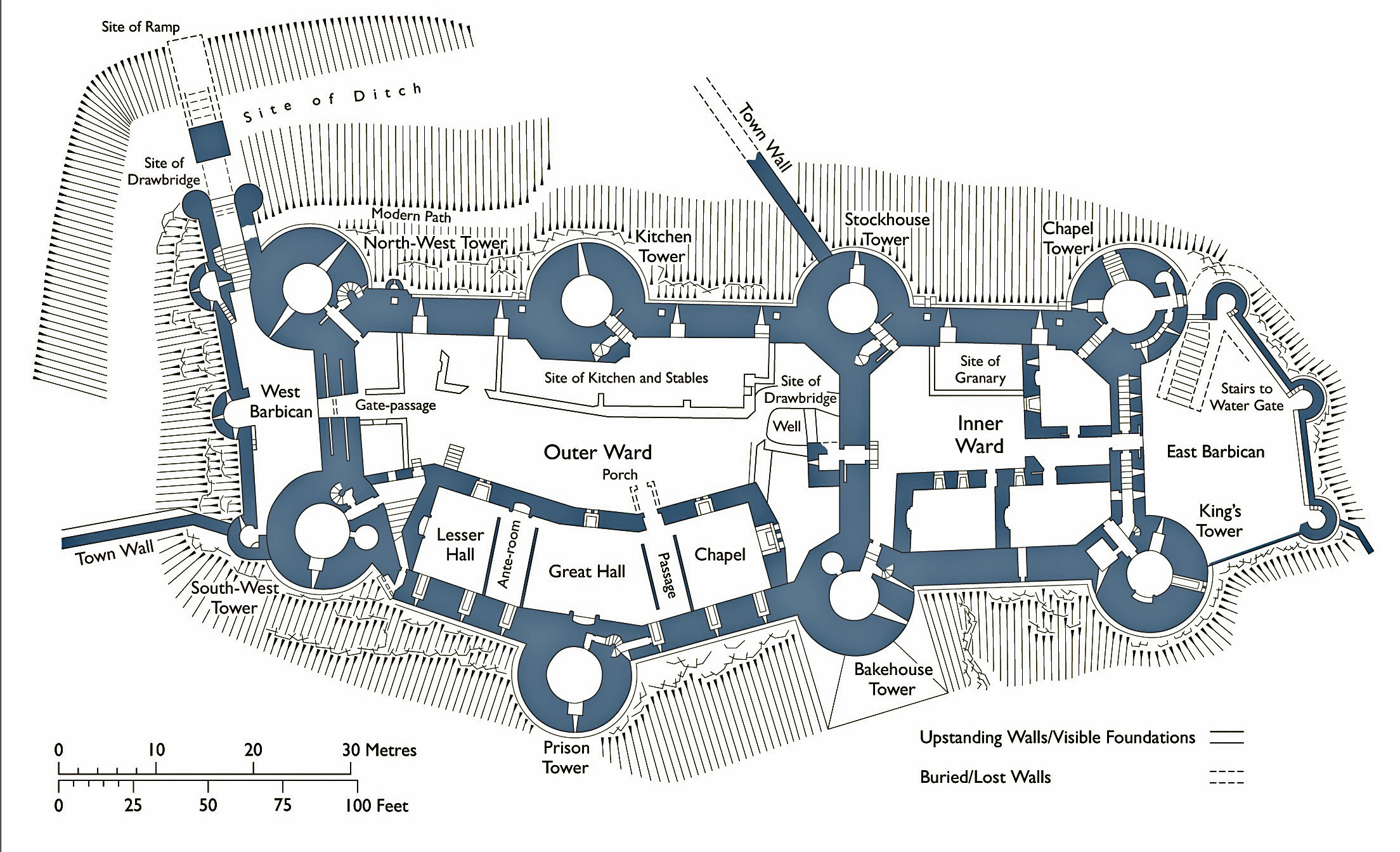
Vista en planta de la fortificación.

Superficialmente el castillo de Conwy se asemeja a un castillo concéntrico, pero es lineal. Como el castillo de Caernarfon, está construido sobre una roca, para reducir la posibilidad de socavar. También se aprovecha de otros accidentes geográficos. Fue construido para proteger la entrada del río Conwy.
El castillo está dividido en un patio exterior y otro interior, separados por una gruesa muralla, y en cada extremo, una de las ocho torres de acompañamiento. Las torres tienen unos 21 m de altura y 9 m de diámetro, con paredes de 4,5 m de grosor.
En el siglo xiii se construyó el cercano Bodysgallesn Hall como torre de vigilancia del castillo de Conwy para vigilar los ataques más difíciles de controlar desde Conwy que viniesen desde el norte. Algunas de las piedras que se usaron en la construcción del castillo de Conwy están relacionadas con una cantera que hay en la propiedad de Bodysgallesn.
El castillo fue construido como parte de un proyecto más amplio que correspondía en crear una ciudad amurallada en Conwy. En los siglos siguientes, el castillo jugó un papel importante en varias guerras: se resistió el asedio de Madog ap Llywelyn, en el invierno de 1294—1295, actuó como un refugio temporal para Ricardo II en 1399 y estuvo en manos, durante varios meses, de las fuerzas leales de Owain Glyndŵr en 1401.
Tras el estallido de la Revolución inglesa en 1642, el castillo fue tomado por las fuerzas leales de Carlos I, hasta 1646 cuando se rindió a las tropas de los roundheads. Como secuela, el castillo fue parcialmente derribado de forma deliberada por los roundheads con el fin de evitar que sea utilizado en cualquier revuelta y, finalmente, fue completamente destruido en 1665 retirándose y vendiéndose sus restos.
El castillo de Conwy se convirtió en un destino atractivo para los pintores de finales de los siglos xviii y xix. El número de visitantes creció llevándose a cabo una restauración en la segunda mitad del siglo xix. Actualmente, el castillo se encuentra en ruinas y está administrado por el Cadw como una atracción turística.
La Unesco ha expuesto su propia consideración respecto al castillo clasificándolo como Patrimonio de la Humanidad en 1986.
| ’’Es uno de los mejores ejemplos de fines del siglo xiii y de la arquitectura militar de principios del siglo xiv en Europa’’ —Unesco |

## Historia

### Sigloxiii

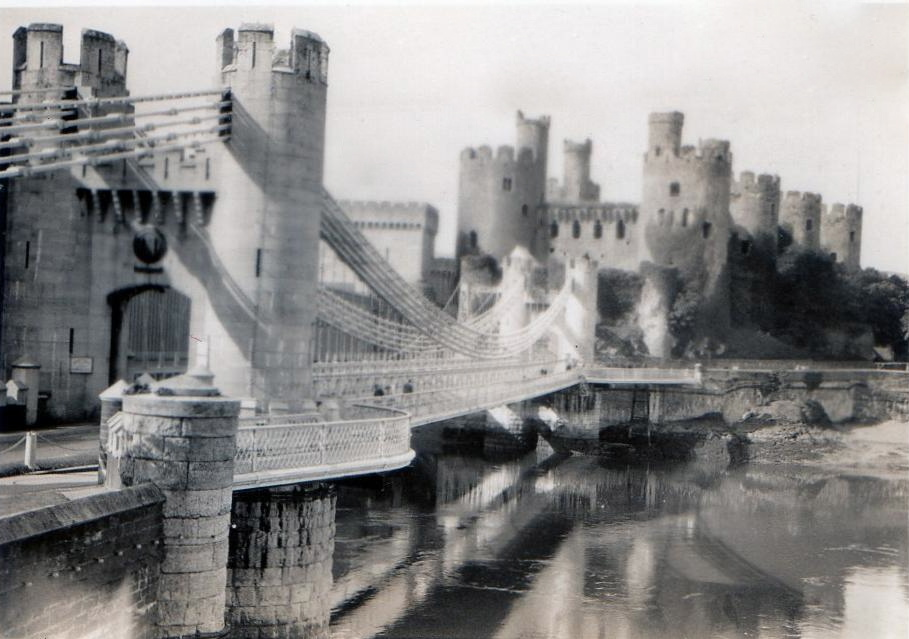
El castillo en la década de los 30.

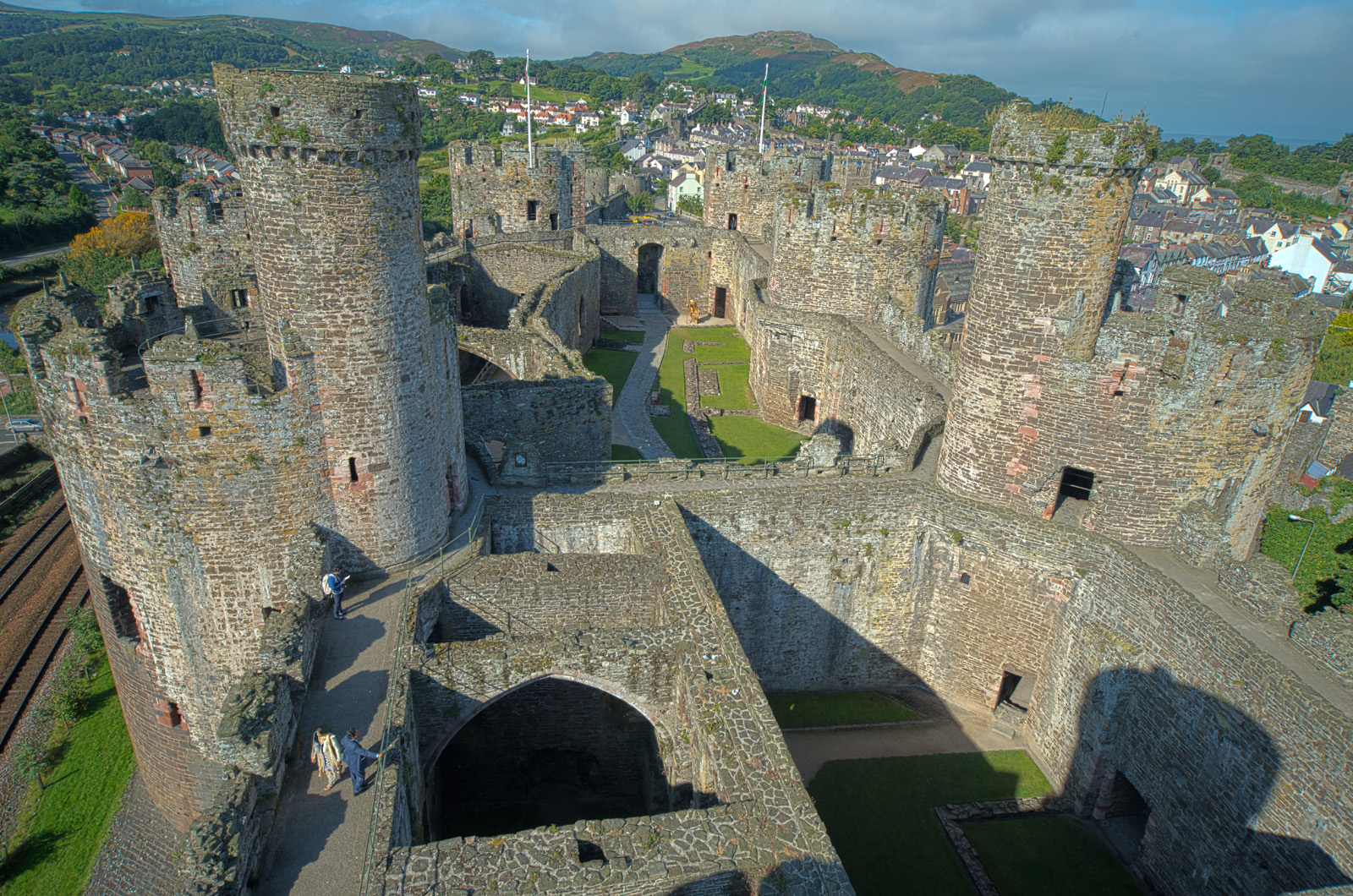
Vista del castillo desde su máxima altura

Antes de que los ingleses construyeran la ciudad de Conwy, Abbey Aberconwy, el lugar fue ocupado por un monasterio cisterciense apoyado por los príncipes de Gales. La ubicación también controla un punto de paso importante sobre el río Conwy entre las zonas costeras y del interior del norte de Gales, que ya hacía el castillo de Deganwy durante muchos años para la defensa.  Los reyes de Inglaterra y los príncipes de Gales habían competido por el control de la región desde la década de 1070 y el conflicto se había reanudado durante el siglo xiii, lo que llevó a Eduardo I a intervenir en el norte de Gales por segunda vez durante su reinado.
Eduardo invadió con un gran ejército, empujando las tropas hacia el norte desde Carmarthen y hacia el oeste desde Montgomery y Chester. Eduardo capturó Aberconwy y decidió que la siguiente operación era formar el centro de un nuevo condado: iba a reubicar la abadía a ocho millas por el valle de Conwy a un nuevo sitio en Maenan, estableciendo Abbey Maenan y construyendo un nuevo castillo inglés amurallando la ciudad en la antigua sede del monasterio. Las ruinas del castillo de Deganwy fueron abandonadas y nunca llegó a reconstruirse.
Los trabajos comenzaron con el corte de la zanja alrededor del castillo a los pocos días de su decisión. El trabajo fue controlado por Sir John Bonvillars y supervisado por el maestro albañil James de St. George y la primera fase de las obras, entre 1283 y 1284 se centraron en la creación de los muros cortina exteriores y las torres. En la segunda fase, de 1284 y 1286, los edificios interiores se construyeron hasta 1287, el que se completó totalmente la construcción del castillo.
En 1294 Madog ap Llywelyn se rebeló contra el dominio inglés. Eduardo fue sitiado en Conwy por los galeses, entre diciembre y enero de 1295, y en donde sólo se podía obtener suministros por mar, hasta que las fuerzas llegaron a relevarlo en febrero. Durante algunos años posteriores, el castillo conformaba la residencia principal de visita para altos cargos y acogió al hijo de Eduardo, el futuro Eduardo II en 1301 cuando visitó la región para recibir homenaje de los líderes de Gales.

### Siglosxivyxv
El castillo de Conwy no estaba bien conservado durante el siglo xiv, sobre 1321 se informó que estaba mal equipado, con tiendas limitadas y con goteras en los techos y maderas podridas. Estos problemas persistieron hasta que el Príncipe Negro tomó el control del castillo en 1343. Sir John Weston llevó a cabo las reparaciones, la construcción de nuevos arcos de apoyo de piedra de la gran sala y otros trabajos en otras partes del castillo. No obstante, tras la muerte del Príncipe Negro, el castillo volvió a caer en negligencia.
A finales del siglo xiv, el castillo fue utilizado como refugio por Ricardo II de las fuerzas de su rival, Enrique IV. El 12 de agosto de 1399, después de regresar de Irlanda, Ricardo realizó un viaje hacia el castillo donde se reunió con el emisario de Bolingbroke, Henry Percy, para las negociaciones. Percy juró en la capilla que él no dañaría al rey y el 19 de agosto, se entregó a Ricardo en el castillo de Flint, prometiendo abdicar si salvaban su vida. El rey fue llevado a Londres, donde murió más tarde en cautiverio en el castillo de Pontefract.

### Siglosxviiaxxi

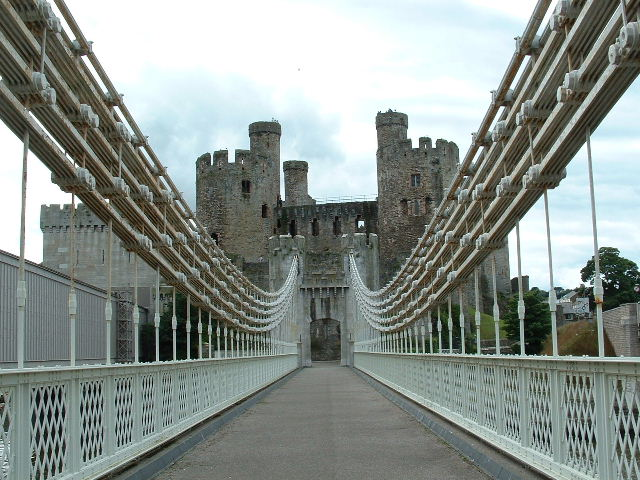
Puente colgante con vista a la parte oeste del castillo.

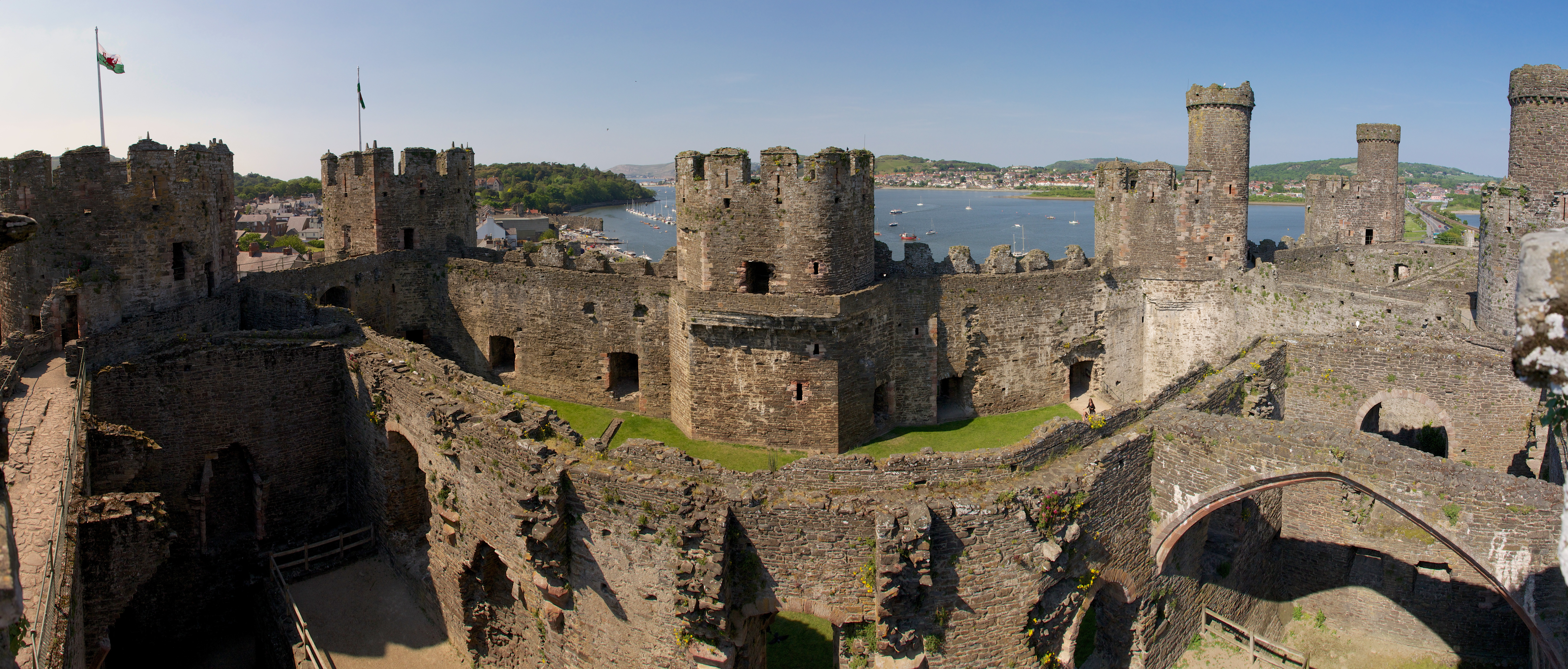
Vista panorámica del castillo de Conwy.

El castillo de Conwy cayó en mal estado de nuevo a principios del siglo xvii. y Carlos I lo vendió a Eduardo Conway en 1627 por 100 libras y el hijo de Eduardo, también llamado así, heredó la ruina en 1631.
En 1642 se desató la Revolución inglesa entre los partidarios de Carlos y los roundheads. John Williams, el arzobispo de York, se hizo cargo del castillo en nombre del rey y se dedicó a la reparación por su propia cuenta.
En 1645, Sir John Owen fue nombrado gobernador del castillo en su lugar. Sin embargo, esto conllevó a una disputa entre ellos. Finalmente, el arzobispo desertó y la ciudad de Conwy cayó en agosto de 1646 y en noviembre el general Thomas Mytton tomó el castillo tras un importante asedio.
A finales del siglo xviii, las ruinas fueron consideradas pintorescas y sublimes, atrayendo a visitantes y artistas. Algunas de las pinturas del castillo fueron realizadas por Thomas Girtin, Moses Griffiths, Julius Caesar Ibbetson, Paul Sandby y Joseph Mallord William Turner.
Varios puentes fueron construidos a través del río Conwy, río que une la ciudad y Llandudno desde el siglo xix, incluyendo un puente de carretera construido en 1826 y un puente ferroviario en 1848. Estos enlaces de comunicación mejorados con el castillo hizo aumentar el número de turistas.
Actualmente el castillo es gestionado por Cadw como atracción turística y 186 897 turistas visitaron el castillo en 2010. En 2012 fue inaugurado un nuevo centro de visitantes. El castillo requiere un mantenimiento con unas reparaciones anuales que cuestan aproximadamente 30 000 libras.